# Jasmine Sendar
Jasmine Sendar (Willemstad (Curaçao), 1 december 1977) is een Curaçaos-Nederlands actrice, presentatrice en zangeres van de meidengroep Fourlicious (voorheen Jameerah).

## Loopbaan

### Televisie
Vanaf 14 november 2019 is Jasmine te zien in de televisieserie Dit zijn wij. Zij speelt daarin een van de hoofdrollen: de rol van Denise.
In het najaar van 2019 is ze te zien op de Belgische en Nederlandse televisie. Ze speelt de hoofdrol in de Vlaams/Nederlandse thrillerserie Grenslanders van Erik de Bruyn. Het verhaal speelt zich af in de grensstreek van Zeeuws-Vlaanderen en Vlaanderen waar een meisje zwaar getraumatiseerd wordt aangetroffen. Jasmine speelt de rol van rechercheur Tara die samen met een psychiater (Koen De Bouw) probeert te achterhalen wat er met haar is gebeurd.
De actrice brak in 1999 door in de rol van Bibi Zuidgeest in de soap Goudkust. Na deze soap maakte ze de overstap naar het populaire Onderweg naar Morgen waarin ze de rol van zuster Kyra Isarin vertolkte.
Gastrollen speelde Sendar in onder meer Spangen, Bon Bini Beach (Yorin), Bradaz (NPS) en Costa! (BNN).
Voor RTL 7 presenteerde ze samen met Tatum Dagelet en Edmee Verstraten in 2015 het programma Alles voor de man.
Sendar was in 2013 en 2014 Coassistencia, de assistente van Jörgen Raymanns alter ego Edsel bij de quiz Ken je ABC waarin het publiek werd getest op de kennis over de ABC-eilanden (Aruba, Bonaire en Curaçao). Deze quiz was een onderdeel van het televisieprogramma Zo: Raymann.
In 2013 speelde Sendar in Malaika, een Nederlandse soapserie die sinds 25 maart 2013 werd uitgezonden door de commerciële televisiezender RTL 5. De serie gaat over het wel en wee van het personeel in het zorgcentrum Malaika.
Voor RTL 4 presenteerde ze in 2012 en 2013 het programma LifestyleXperience.
Sendar speelde in 2010 in twee afleveringen mee in SpangaS als zichzelf. Hier besteedde ze aandacht aan Veilig Verkeer Nederland waar ze ambassadrice van was.
Na Sendars vertrek uit Onderweg naar Morgen deed ze mee in de Belgische serie Oud België.
In 2007 deed Sendar mee aan Sterren Dansen op het IJs. Ze danste samen met Michał Zych. Ze verloren de skate-off op 3 maart van Thomas Berge.
Daarnaast was ze tussen 2004 en 2005 te zien in de dagelijkse fotosoapserie Jong Zuid, die via mobiele telefoon en internet kon worden gevolgd. Sendar speelde hierin de rol van Rabia El Baquira.
Als content creator heeft ze de online serie Zeker Eten ontwikkeld en gepresenteerd. In het programma nodigt ze BN’ers met Curaçaose roots uit om samen met haar een Curaçaos gerecht te maken. Haar laatste onderneming is de sieradenlijn Loved by Jasmine. De handgemaakte sieraden zijn een ode aan haar geboorte-eiland.
In 2020 deed Sendar mee aan het live TV evenement Scrooge Live. Ze speelde hierin de rol van Emily Cratchit.
In 2021 was Sendar een van de deelnemers van het 21e seizoen van het RTL 4-programma Expeditie Robinson, ze viel als achttiende af en eindigde daarmee op de negende plaats. Ook verscheen ze vanaf september van dat jaar iedere eerste vrijdag van de maand in de uitzendingen van Nederland in Beweging!, samen met vier andere bekende Nederlanders. 
In 2022 speelde Sendar de rol van een van de discipelen in The Passion 2022. In datzelfde jaar deed Sendar mee aan het televisieprogramma Waku Waku. In 2023 deed Sendar mee aan het televisieprogramma Weet Ik Veel, en aan het televisieprogramma Oh, wat een jaar!. In 2024 deed Sendar mee aan het televisieprogramma That's My Jam. Ook deed ze in datzelfde jaar mee aan het televisieprogramma Moordfeest.
Sinds mei 2023 vertolkt Sendar de rol van Elisa Rosalia in de RTL 4-soap Goede tijden, slechte tijden.
In 2024 had ze een bijrolletje in de televisieserie Brugklas.

### Film
Jasmine speelde in diverse films, waaronder een hoofdrol in de hitfilm Volle maan. In 2004 kreeg ze een rol in de Amerikaanse film Mindhunters, met o.a Christian Slater; ze speelt hierin een vriendin van Jennifer (Cassandra Bell). Ook heeft ze een van de hoofdrollen in de Nederlandse bioscoopfilm Zomer in Frankrijk (2022). In 2012 speelde ze een bijrol in de film Benjamin Wolf, in 2015 in de Nederlandse komedie De Masters. Ook speelt Jasmine in diverse korte films waaronder En ik van jou van Maarten Swaan uit 2019 en verder in Talent is everywhere, Pianissimo, Kinshasa en Fuk it.
In 2024 sprak Sendar overige stemmen in voor de Nederlandse nasynchronisatie van IF en was zij in september 2024 te zien in de bioscoopfilm De Break-Up Club. In april 2025 vertolkte ze de rol van Valerie in de Netflix-film iHostage.

### Muziek
Sendar nam een single op samen met Goudkust-collega Lieke van Lexmond met de titel Tell Me, Tell Me. Voor de film Volle maan nam Sendar samen met Chantal Janzen en Lieke van Lexmond het nummer Break Away op, dat op de soundtrack van Volle maan staat.
Op 19 mei 2009 werd bekendgemaakt dat Sendar deel ging uitmaken van de meidengroep Jameerah. Tijdens het Filmfestival van Cannes 2009 stelde de groep zich voor aan het grote publiek.
Na onenigheid met de manager vertrokken Sendar en de andere drie vrouwen echter uit Jameerah om daarna met zijn vieren verder te gaan als Fourlicious.

### Theater
Sendar toerde in 2017 en 2018 door Nederland met de theatervoorstelling ‘De overdracht’ met cabaretière Jetty Mathurin. Jasmine speelde verder in 2016 en 2017 haar onewomanshow ‘Mooi weer’, die volle zalen trok. Daarin deelde ze voor het eerst haar persoonlijk verhaal. Het ging bijvoorbeeld over haar jeugd, identiteit, vechtlust en de oppervlakkigheid van de televisie- en entertainmentwereld waarbij zij zichzelf niet spaarde. Daarnaast was zij te zien in De Vagina Monologen en diverse musicals.

## Privéleven
Sendar begon haar carrière als model en liep bij vele modeshows. In het verleden was Sendar Miss Bikini 1995, Miss Spring 1996 en Miss Beautiful Black 1997 en 1998. Ze stopte met haar modellencarrière om verder door het leven te gaan als actrice. Sendar is gescheiden en heeft een zoon.

## Trivia
- Vanaf april 2021 is Sendar ambassadeur van het Nationaal Fonds Kinderhulp.